# Gangssibong
Gangssibong (koreanska: 강씨봉) är en bergstopp i Sydkorea.   Den ligger i provinsen Gyeonggi, i den norra delen av landet, 60 km nordost om huvudstaden Seoul. Toppen på Gangssibong är 830 meter över havet, eller 128 meter över den omgivande terrängen. Bredden vid basen är 2,9 km.
Terrängen runt Gangssibong är huvudsakligen kuperad. Runt Gangssibong är det ganska tätbefolkat, med 67 invånare per kvadratkilometer. Närmaste större samhälle är Gapyeong, 19,3 km sydost om Gangssibong. I omgivningarna runt Gangssibong växer i huvudsak blandskog.